# Dairygold Co-Op
La Dairygold Co-Op est une entreprise coopérative d’Irlande, dans le secteur de l’agriculture. Elle possède deux filiales, Dairygold Food Ingredients (DFI) qui fournit des produits laitiers, et Agri qui distribue des fournitures agricoles. En 2008, l’entreprise compte environ 900 employés et a son siège social dans le parc d'affaires de l'aéroport de Cork.